# Lance Armstrong Foundation
A Lance Armstrong Foundation (LAF,"Fundação Lance Armstrong") é uma Organização não governamental que fornece apoio a pessoas vitimas de cancer, fundada em 1997 pelo ciclista ex-multicampeão e ex-vitima de câncer Lance Armstrong. A fundação diz que sua missão é inspirar e encorajar vitimas de câncer e seus familiares a darem a volta por cima. Tem sua sede em Austin, no estado americano do Texas.
A LAF vendeu mais de setenta milhões de pulseiras em mais de 60 países e em todos os continentes exceto a Antartida.